# 13487 Novosyadlyj
13487 Novosyadlyj è un asteroide della fascia principale. Scoperto nel 1981, presenta un'orbita caratterizzata da un semiasse maggiore pari a 2,6201211 au e da un'eccentricità di 0,1073031, inclinata di 15,92868° rispetto all'eclittica.